# FOXP3
FOXP3(forkhead box P3)는 면역계 반응에 관여하는 단백질이다. FOX 단백질 계열의 구성원인 FOXP3은 조절 T 세포의 발달 및 기능에서 조절 경로의 마스터 조절자 역할을 하는 것으로 보인다. 조절 T 세포는 일반적으로 면역 반응을 저하시킨다. 암의 경우 조절 T 세포 활동이 과도하면 면역체계가 암세포를 파괴하는 것을 방지할 수 있다. 자가면역 질환에서 조절 T 세포 활동의 결핍으로 인해 다른 자가면역 세포가 신체 자신의 조직을 공격할 수 있다.
정확한 제어 메커니즘은 아직 확립되지 않았지만 FOX 단백질은 포크헤드/날개나선형 전사 조절자 계열에 속하며 전사 중에 유사한 DNA 결합 상호 작용을 통해 제어를 행사하는 것으로 추정된다. 조절 T 세포 모델 시스템에서 FOXP3 전사 인자는 조절 T 세포 기능과 관련된 유전자의 프로모터를 차지하고 T 세포 수용체 자극 후 주요 유전자의 전사를 억제할 수 있다.

## 구조
인간 FOXP3 유전자에는 11개의 코딩 엑손이 포함되어 있다. 엑손-인트론 경계는 마우스 유전자와 인간 유전자의 코딩 영역에서 동일하다. 게놈 서열 분석에 따르면 FOXP3 유전자는 X 염색체의 p 팔(구체적으로 Xp11.23)에 매핑된다.